# Stephen Robert Koekkoek

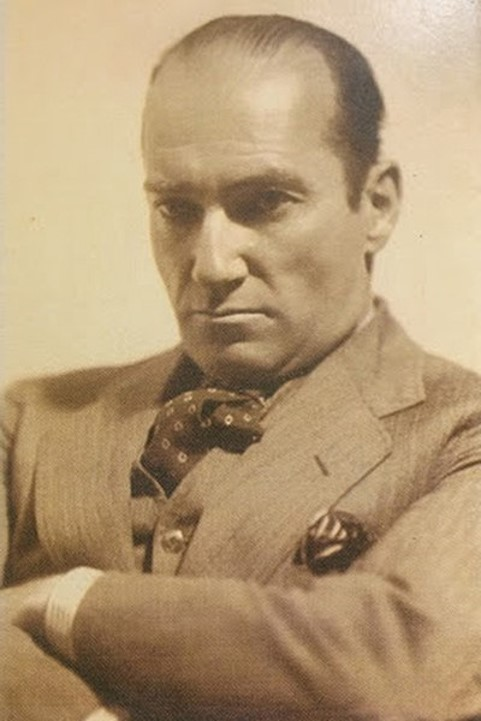
Stephen Robert Koekkoek

Stephen Robert Koekkoek (* 15. Oktober 1887 in London, Vereinigtes Königreich; † 20. Dezember 1934 in Santiago, Chile) war ein in England geborener niederländischer Maler, der ab 1916 in Südamerika künstlerisch tätig war. Er wurde vom Post-Impressionismus beeinflusst, wandte sich aber später dem Expressionismus zu. Sein Gesamtwerk umfasst etwa 10.000 Gemälde.

## Leben
Stephen Robert stammte aus der holländischen Künstlerfamilie Koekkoek. Der Künstler war der Sohn des 1869 von den Niederlanden nach England ausgewanderten Malers Hermanus Koekkoek der Jüngere, Enkel des Malers Hermanus Koekkoek der Ältere und Urenkel des Malers Johannes Hermanus Koekkoek. In seinen jüngeren Jahren malte er in den Niederlanden des Öfteren mit anderen Mitgliedern seiner Familie, darunter sein Onkel Johannes Hermanus Barend Koekkoek, der ihn mit seinem lockeren Pinselstrich beeinflusste.
Koekkoek verbrachte eine kurze Zeit in Kanada. 1910 zog er nach Lima in Peru und danach nach Bolivien, wo er in einem Zinnbergwerk arbeitete. Er setzte seine Reise nach Chile fort, wo er zeitweise seinen Lebensunterhalt mit Englischunterricht bestritt. Kurze Zeit später ließ er sich im argentinischen Mendoza nieder, wo er sich mit Nella Azzoni, der Schwester seines Malerfreundes Roberto Azzoni, verheiratete und einen Sohn hatte. Darauf lebte und arbeitete er in Buenos Aires – wo er sich von seiner Ehefrau trennte – und in Montevideo.
Im argentinischen Banfield teilte er sich 1918 mit dem kolumbianischen Dichter und Journalisten Jorge Uribe Escobar ein Zimmer. Nach dessen Selbstmord verfiel Koekkoek in eine tiefe Depression. Bis dahin hatte seine Malerei einen impressionistischen Character, jedoch änderte sich sein Malstil nach dem Tod seines Freundes mit dicken Pinselstrichen in Richtung Expressionismus.
Koekkoek wurde als auffallend exzentrischer Mann mit launigem Temperament beschrieben, der meist mit einer britischen Weste und einem Stetson bekleidet war und einen Rohrstock mit einem Knauf aus Malachit trug. Er rauchte große Zigarren, trank viel und konsumierte regelmäßig Kokain und Morphin. Nachdem er von der Polizei betrunken und unter dem Einfluss von Drogen aufgegriffen wurde, begab er sich ab 1926 mehrfach in die Behandlung psychiatrischer Einrichtungen, die seine Symptome von Größenwahn behandelten. Hier war er weiter als Maler tätig; einige der dort praktizierenden Ärzte erwarben seine Arbeiten.
1933 zog er nach Rosario, dann weiter nach Santiago de Chile. Er begann ein Theaterstück zu schreiben, das unvollendet blieb. 1934 starb Koekkoek im Alter von 47 Jahren nach einer Überdosis von Alkohol und Barbituraten in einem Hotelzimmer in Santiago an Herzstillstand. Er blieb ungeklärt, ob es sich dabei um einen Unfall oder um Suizid handelte. Der damalige Präsident Chiles, sein Freund Arturo Alessandri, richtete seine Beerdigung aus. 2004 wurde anlässlich seines siebzigsten Todestag eine Retrospektive seiner Arbeiten in der Stadthalle von Córdoba gezeigt.

## Werke (Auswahl)

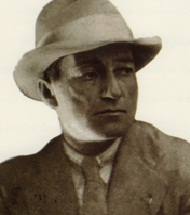
Stephen Robert Koekkoek, Selbstporträt 1915

Die Werke Koekkoeks trafen den südamerikanischen Geschmack und waren in Chile und Argentinien sehr beliebt. Er verkaufte erfolgreich auf seinen Ausstellungen, vor allem in Buenos Aires, unter anderem auch an den jungen Juan Perón. Die argentinische Regierung erwarb eins seiner Bilder und machte es dem Prince of Wales zum Geschenk. Koekkoek war als Maler äußerst produktiv, während seiner manischen Phasen malte er manchmal zwei oder drei Bilder am Tag. Oftmals zahlte er seine Miete mit Gemälden. Noch heute sind Koekkoeks Werke auf dem südamerikanischen Kunstmarkt beliebt; seit 1990 wurden rund 6000 seiner Werke mit einem Gesamtwert von mehr als 20 Millionen Dollar gehandelt. Insgesamt erstellte er etwa 10.000 Bilder.

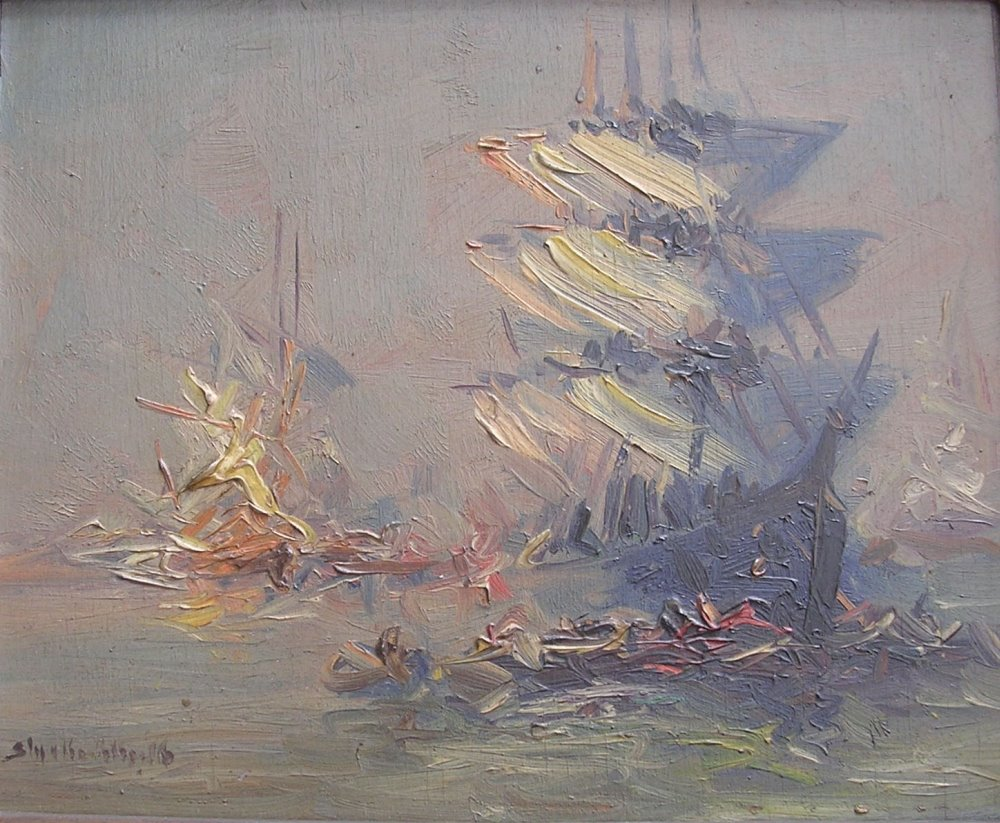
Fregatte
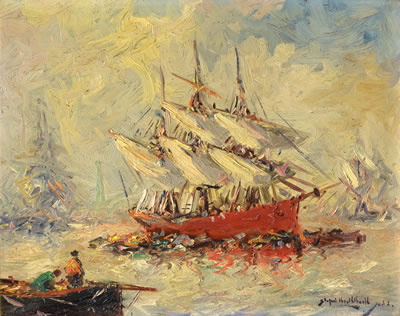
Fregatte
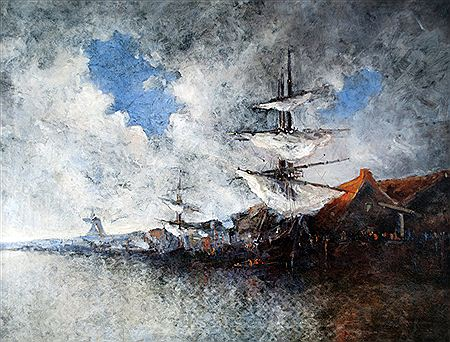
An der Küste
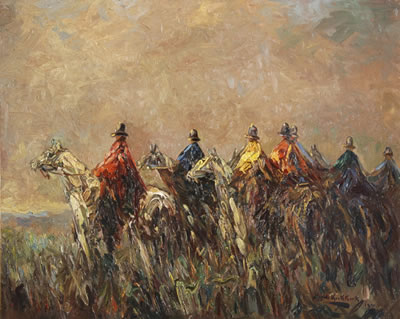
Reiter im Feld
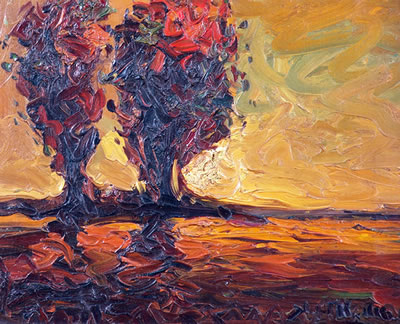
Landschaft mit Bäumen
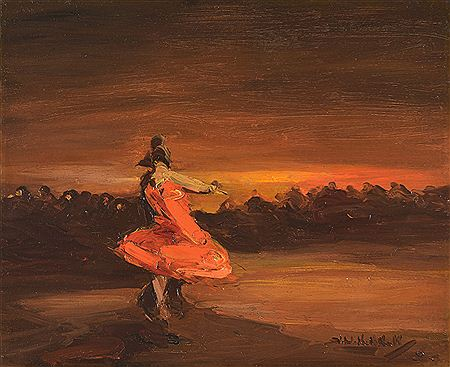
Passo double
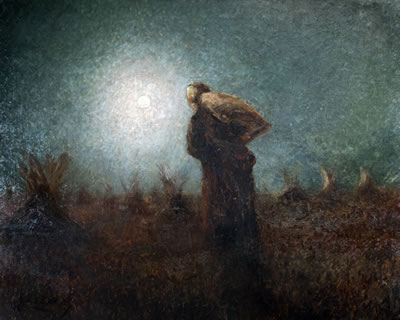
Allegorie von Angelo
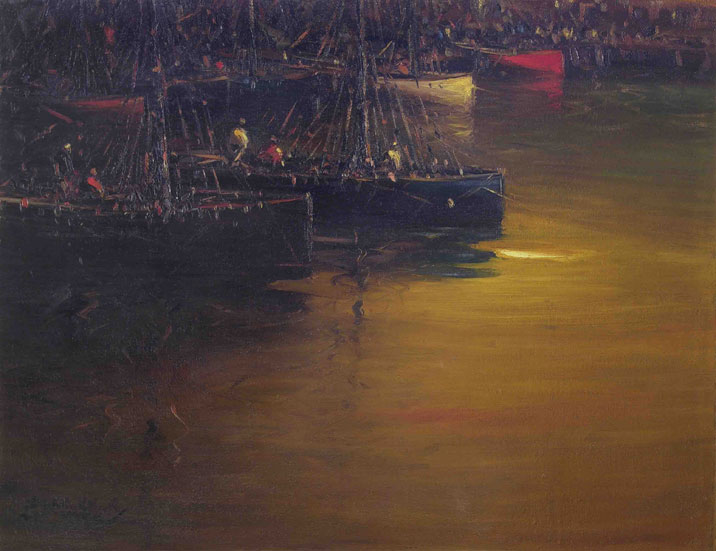
Fischerboote
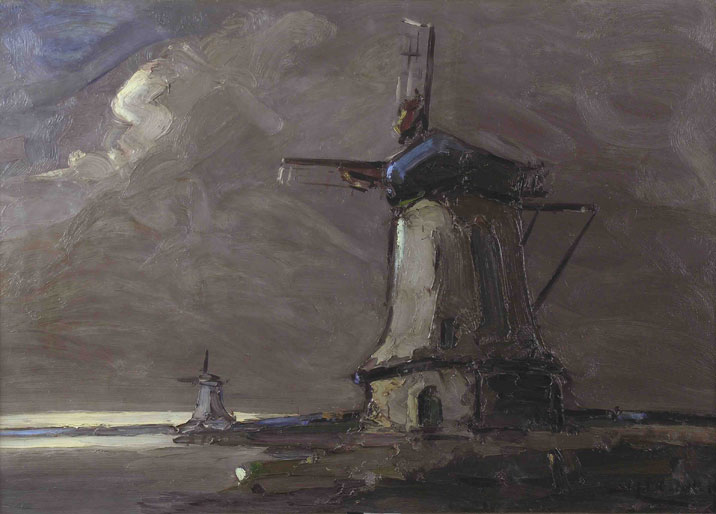
Molen
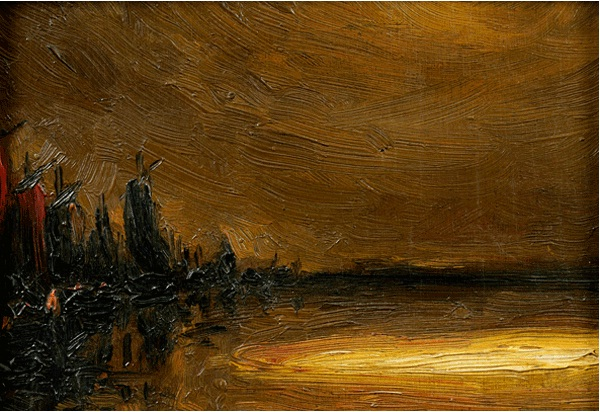
Landschaft bei Mondlicht